# Trapani (stad)
Trapani is een havenstad in het noordwesten van het Italiaanse eiland Sicilië, en de hoofdstad van de gelijknamige provincie. Sicilië is een autonome regio in Italië, de Italiaanse provincies zijn in 2015 bestuurlijk vervangen door drie metropolitane steden  en zes vrije gemeentelijke samenwerkingen (libero consorzio comunale).
In 2020 heeft de stad 65.483 inwoners. In 2021 is een deel van Trapani afgesplitst in de zelfstandige gemeente Misiliscemi.

## Ligging
Trapani is gelegen op het meest westelijke punt van Sicilië op 100 kilometer afstand van de hoofdstad Palermo. De oude stad ligt op een sikkelvormige landtong in de Middellandse Zee.
Trapani werd ook wel "stad tussen twee zeeën" genoemd, vanwege de ligging op een smalle strook land, omgeven door de Tyrreense Zee en de Middellandse Zee.

## Klimaat
In Trapani heerst een mediterraan klimaat met warme winters en hete zomers, het gemiddeld maximum in de zomer is 30 °C, tijdens hittegolven en bij sirocco- winden die uit de Sahara komen, kunnen de maximumtemperaturen boven de 40 °C komen. De wind is frequent, de regenval is ongeveer 450 mm per jaar, met een duidelijke minimum in de zomer en pieken in voorjaar en herfst piek. Vriezen doet het vrijwel nooit.

## Geschiedenis

### Oudheid
In de klassieke oudheid heette de stad Drepana, van het Griekse Drepanon (Δρέπανον, sikkel). Er zijn twee mythes over het ontstaan, beide gebaseerd op de vorm van de landtong, volgens een is het de gevallen sikkel van de godin Ceres, volgens een andere is Trapani verrezen uit de zeis van de god Saturnus.
De eerste bewoning is waarschijnlijk ontstaan toen de Elymiërs zich vestigden op de berg in Erice, en er aan zee een havenplaats ontstond. 
De Feniciërs ommuurden de stad en versterkten de haven met torens op de havenhoofden. In 241 v.Chr. werd de Carthaagse vloot verslagen door de Romeinen onder leiding van Gaius Lutatius Catulus, veroverden de Romeinen de stad en verlatijniseerden zij Drepana tot Trapani.

### Middeleeuwen
Na de val van het West-Romeinse rijk kwam de stad in handen van de Vandalen, de Herulen, de Ostrogoten en de Byzantijnen, totdat in de 9e eeuw het emiraat Sicilië ingesteld werd. In deze periode was er een gematigde economische en culturele ontwikkeling.
Roger I van Sicilië veroverde Trapani in 1077, waarna de stad zowel economisch als cultureel tot bloei kwam. De haven van Trapani was tijdens de middeleeuwen een van de belangrijkste in de Middellandse Zee.

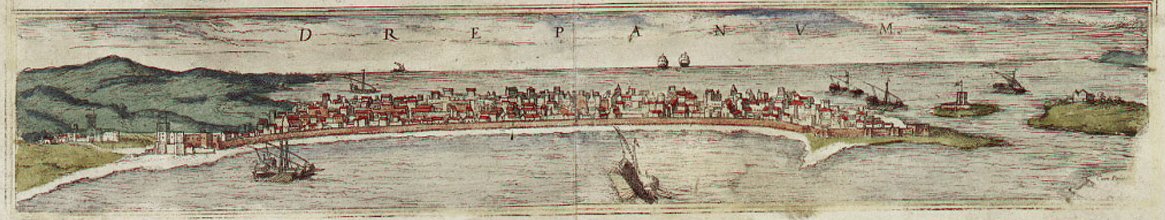
Trapani in de 16e eeuw

### Moderne tijd
In de zeventiende eeuw kende Trapani een periode van achteruitgang, voornamelijk als gevolg van familievetes, opstanden als gevolg van hongersnoden (zoals die van 1647 en 1670-1673) en plagen, zoals die van 1624.
In de achttiende eeuw verdubbelde de bevolking van Trapani bijna van ongeveer 16.000 naar 25.000 inwoners.
Tussen de achttiende eeuw en de eenwording van Italië bloeide de maritieme activiteit, de zoutwinning en de tonijnvangst. De landbouw concentreerde zich op olijfbomen, wijngaarden en Siciliaanse sumak.
Tussen de jaren twintig en dertig van de twintigste eeuw werden er prestigieuze neoklassieke gebouwen voltooid, zoals het Palazzo delle Poste, het Palazzo dell'Intendenza di Finanza, het psychiatrisch ziekenhuis en dat van Torrebianca. In 1937 werd de directe spoorlijn Palermo-Trapani via Milo geopend.
Tijdens de Tweede Wereldoorlog werd Trapani zwaar gebombardeerd, waarbij de hele historische wijk San Pietro werd vernietigd.
Vanaf de jaren negentig heeft de stad zich als doel gesteld zich te ontwikkelen op toeristisch, historisch, cultureel en sportief gebied door herontwikkelingsplannen van het historische centrum, de bouw van een nieuwe stedelijke infrastructuur, de toename van accommodatie-activiteiten, catering en entertainment, met aandacht voor de versterking van het enorme historische, architecturale en landschappelijk erfgoed. 

## Deelgemeentes
Delen van de gemeente zijn Borgo Fazio, Fulgatore, Guarrato, Milo, Ummari, Xitta.
Sinds 2021 vormen de voormalige Trapanese deelgemeentes Fontanasalsa, Guarrato, Locogrande, Marausa, Palma, Pietretagliate, Rilievo en Salinagrande de nieuwe gemeente Misiliscemi.

## Cultuur

### Religie en processies

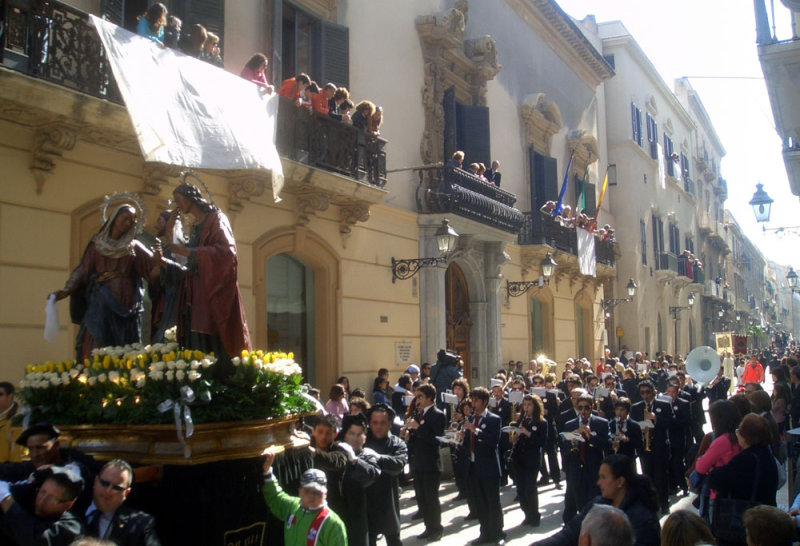
La Separazione, processie van de mysteriën

De bevolking van Trapani is overwegend rooms-katholiek. De stad maakt deel uit van het bisdom Trapani. De kathedraal van de bisschoppelijke kerk van Trapani is gewijd aan San Lorenzo.
Een bijzondere processie is de processie van de mysteriën, op Goede Vrijdag, waarbij een twintigtal houten beeldengroepen door beroepsgroepen door de stad wordt gedragen. De processie wordt geopend door de goudsmeden. Buiten de processie zijn de beelden te zien in de Chiesa del Purgatorio.
Andere processie zijn gehouden:
- de processie van de Madonna "dei Massari", op heilige dinsdag (in de paasweek)
- de processie van de "Moeder Pietà del Popolo" op Witte Woensdag (in de paasweek)
- het patronaal feest van Sant'Alberto da Trapani op 7 augustus, met een processie

Op 16 augustus is het feest van de Madonna van Trapani.

### Musea
- Klooster van het Pepoli-museum
- De Villa Margherita, zetel van de "juli" zomervoorstellingen
- Het Museo regionale Agostino Pepoli dat gehuisvest is in het voormalige 14e-eeuwse karmelietenklooster, grenzend aan het heiligdom van de Annunziata. Het bevat een van de belangrijkste museumcollecties op Sicilië. Het herbergt een indrukwekkende collectie decoratieve kunsten, sculpturen (inclusief werken van de Gagini), kribben en koraalsieraden, en een kunstgalerie met onder andere schilderijen van Giacomo Balla en het schilderij van Titiaan Franciscus van Assisi ontvangt de stigmata.
- Prehistorisch museum, het is gehuisvest in de zeventiende-eeuwse Torre di Ligny, op het uiterste westelijke puntje van de stad, en bewaart belangrijk prehistorisch bewijs van menselijke aanwezigheid in het gebied, evenals vondsten (artefacten, amforen, ankers, een Punische helm) uit de zee van Trapani.
- San Rocco Museum of Contemporary Art, gehuisvest in het Palazzo San Rocco, in het historische centrum.
- DiArt, diocesane collectie permanente religieuze kunst, gehuisvest in de lokalen van het bisschoppelijk seminarie in het district Raganzìli (in Casa Santa - gemeente Erice). * Bisschoppelijk museum, kerk van Sant'Agostino
- Museum voor optische illusies (MOOI)

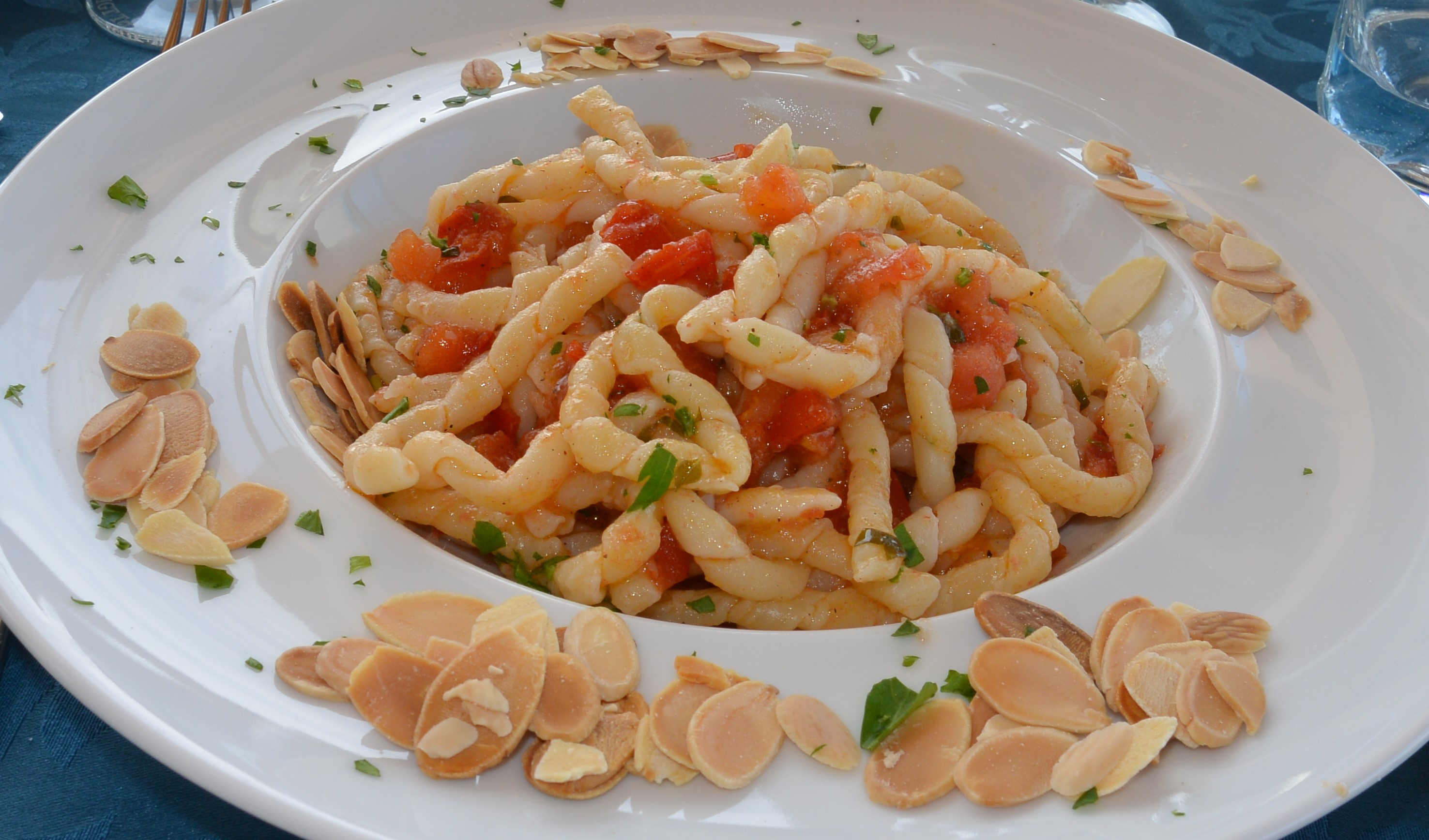
Busiate Trapanese

### Culinair
De keuken van de stad is zowel gebaseerd op de typische visspecialiteiten, waarvan de viscouscous een van de beroemdste is, als op de lokaal geteelde producten, waarvan de bekendste de pesto alla trapanese is.
Naast de pesto is Busiate, een pasta van Trapanese origine.

## Bezienswaardigheden
- Palazzo Cavarretta met zijn weelderige barokke gevel, is het oude senatorenpaleis, nu de zetel van de gemeenteraad.
- Kerk "Santuario de Madonna Santissima Annunziata" met in de kapel de Madonna van Trapani.
- De zoutpannen in een natuurreservaat ten zuiden van de stad.
- Torre di Ligny, een zeventiende-eeuwse toren waarin een museum over de prehistorie is gevestigd.
- Piazza Mercato del Pesce, ('a Chiazza) in het verleden gebruikt voor de detailhandel in vis; in het midden van het plein staat een fontein die Venus Anadiomene voorstelt.

## Afbeeldingen

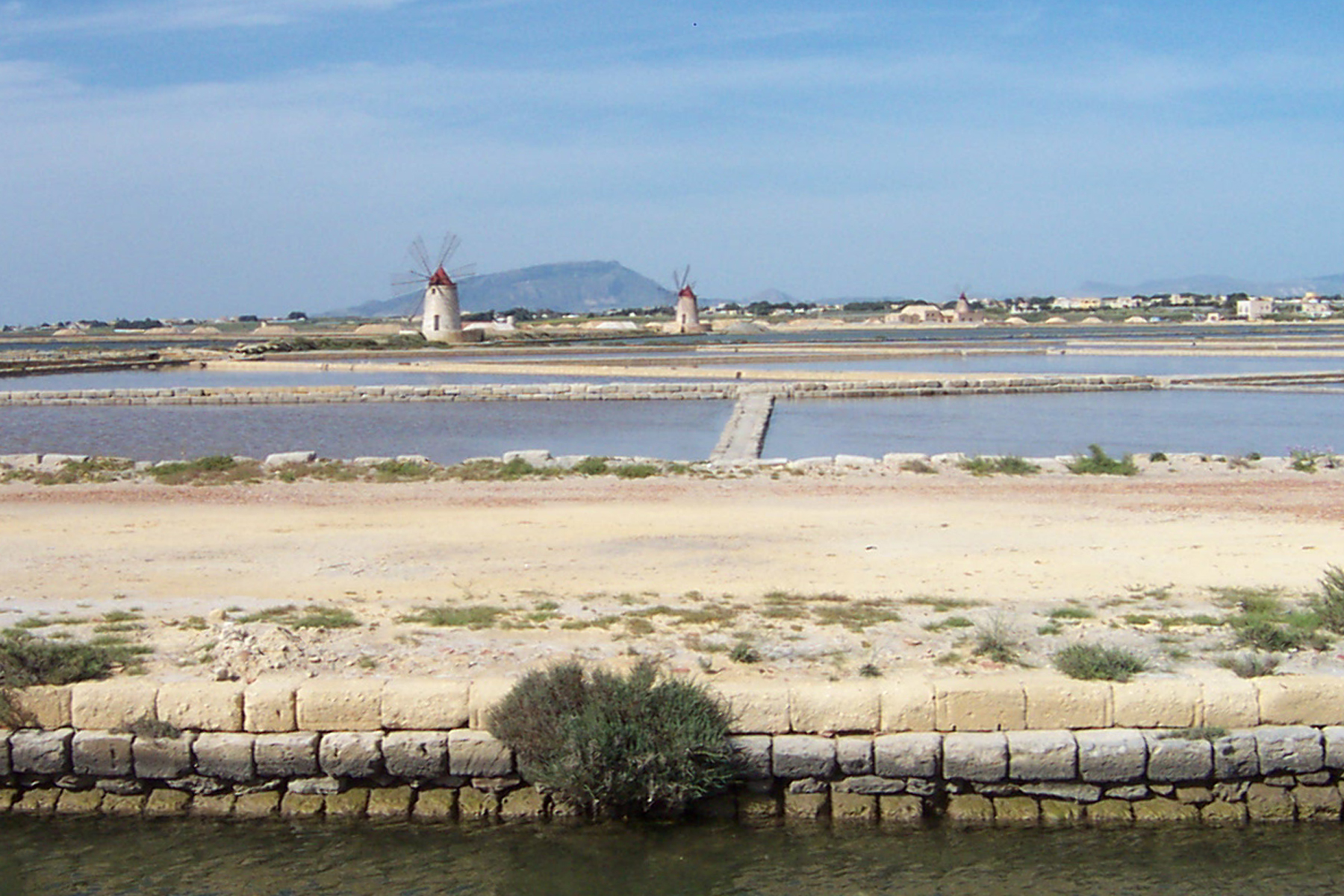
Zoutpannen
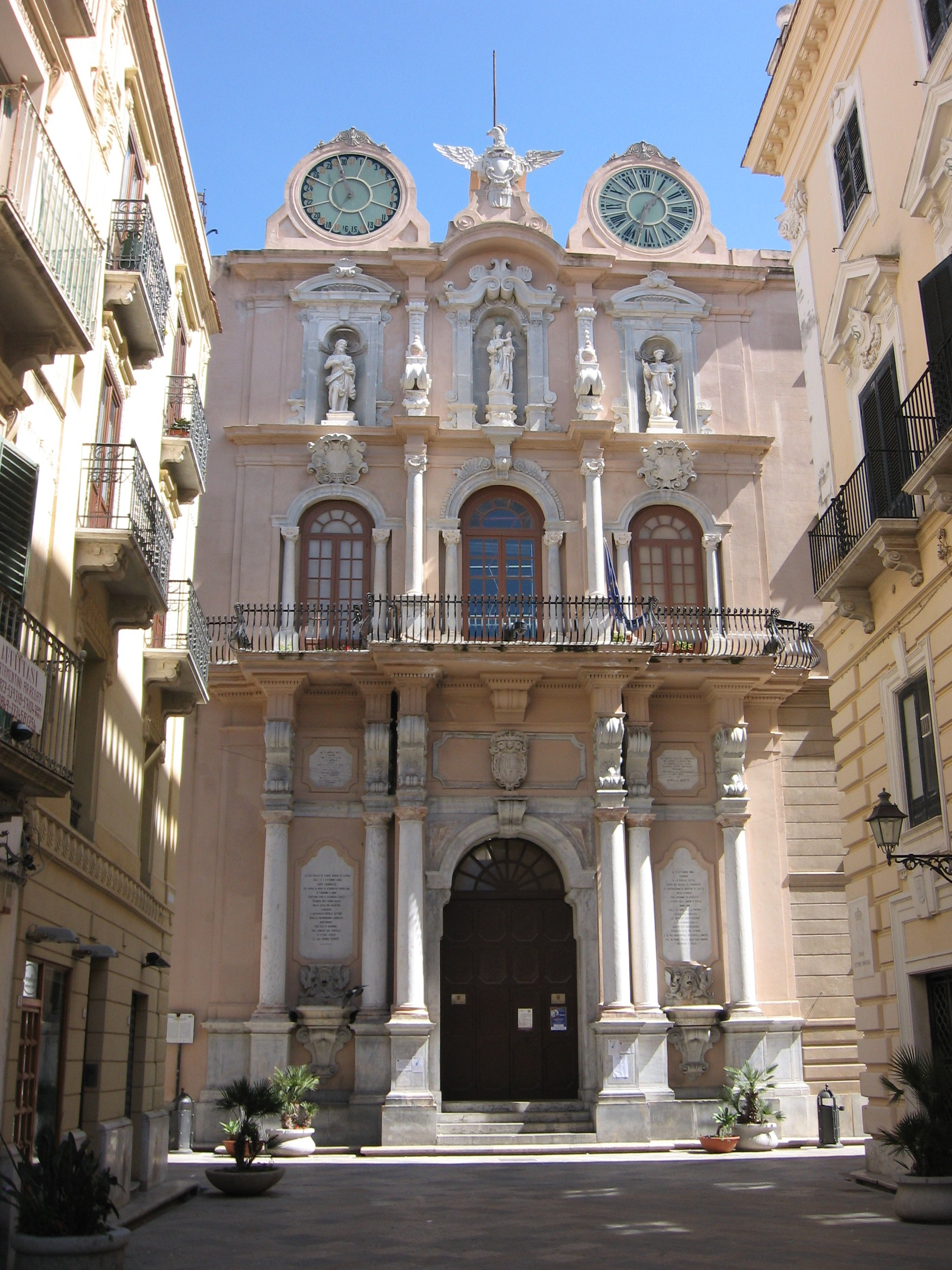
Palazzo Cavarretta
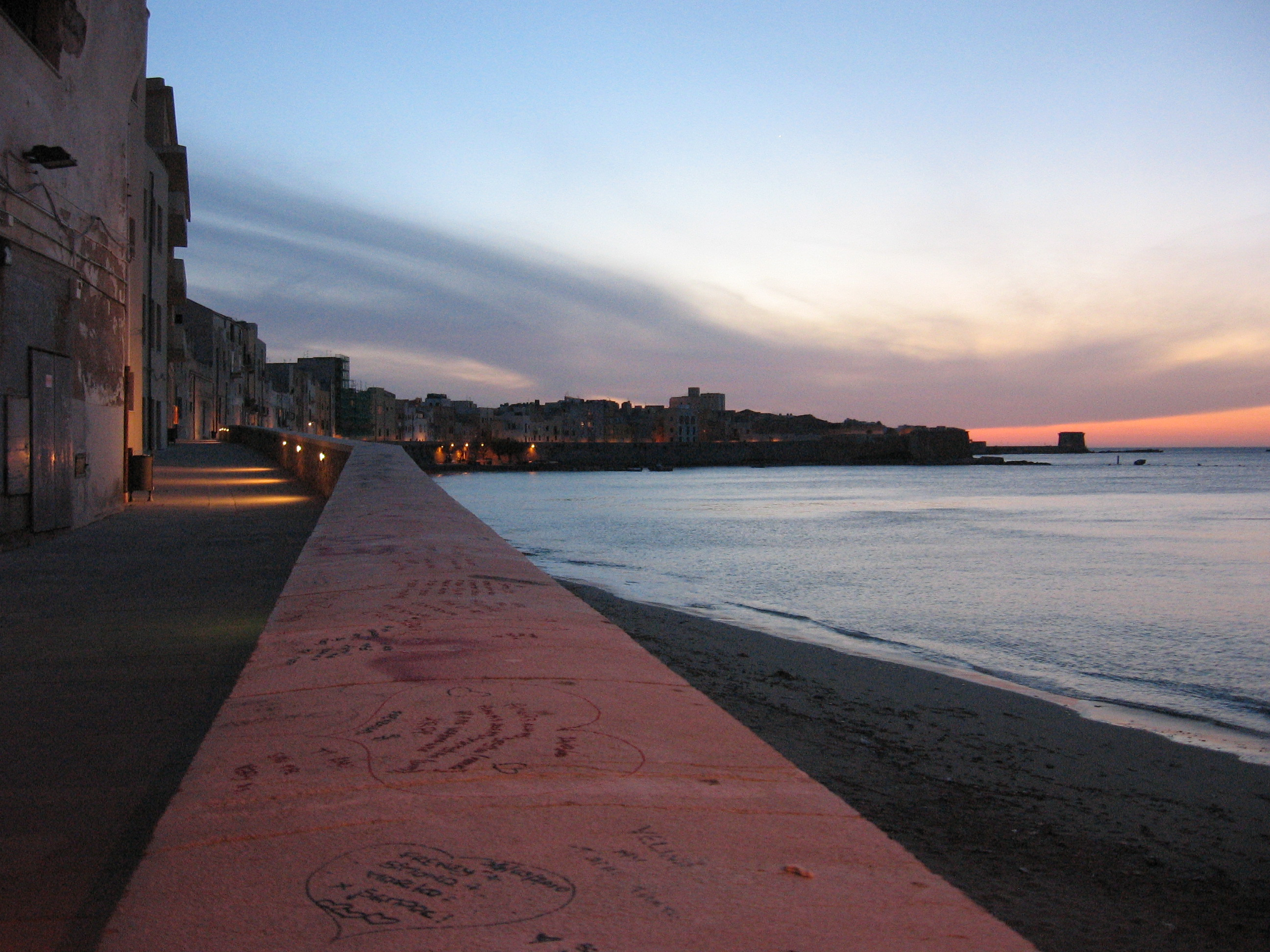
Muur van Tramontana
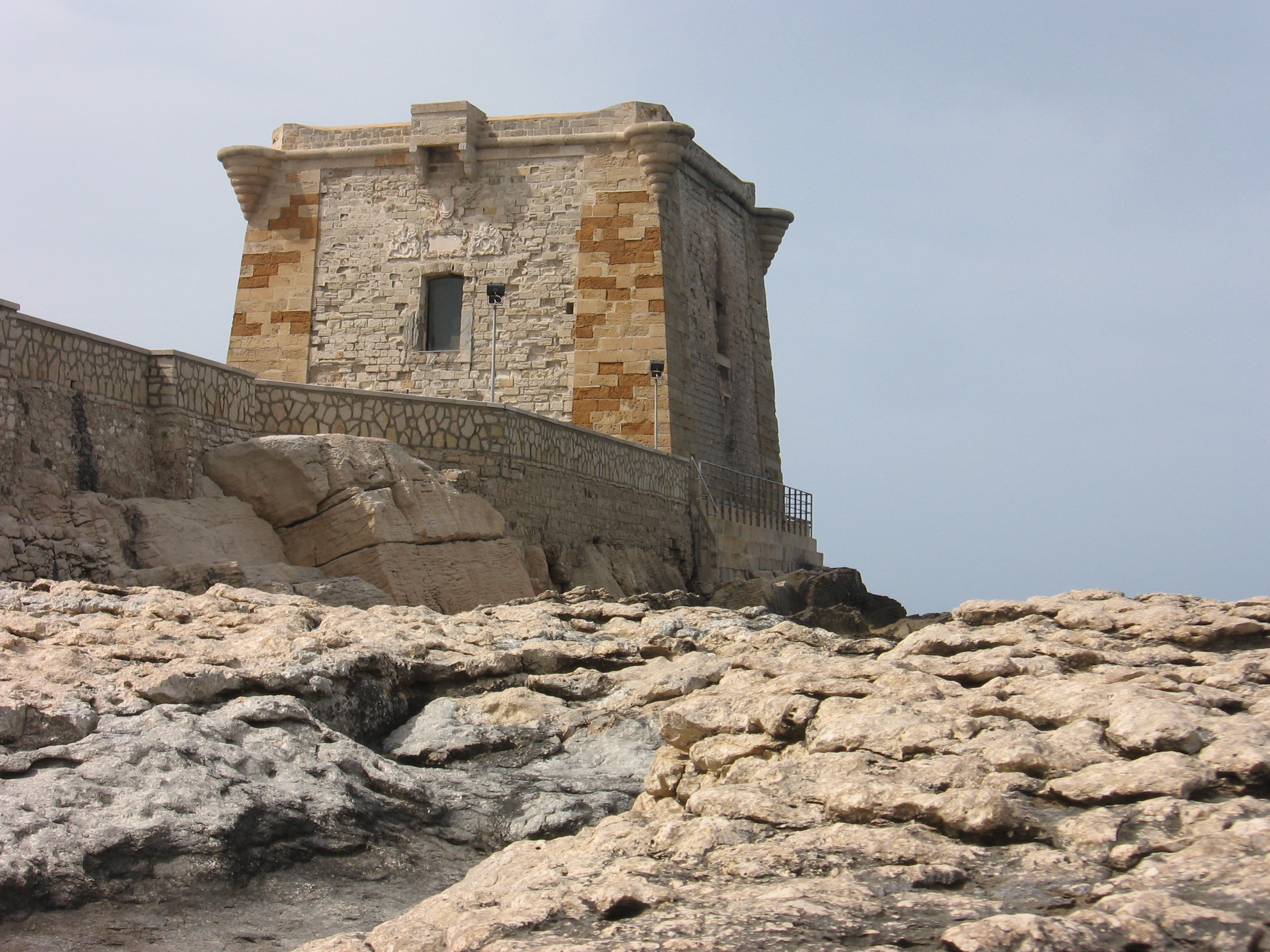
Torre di Ligny
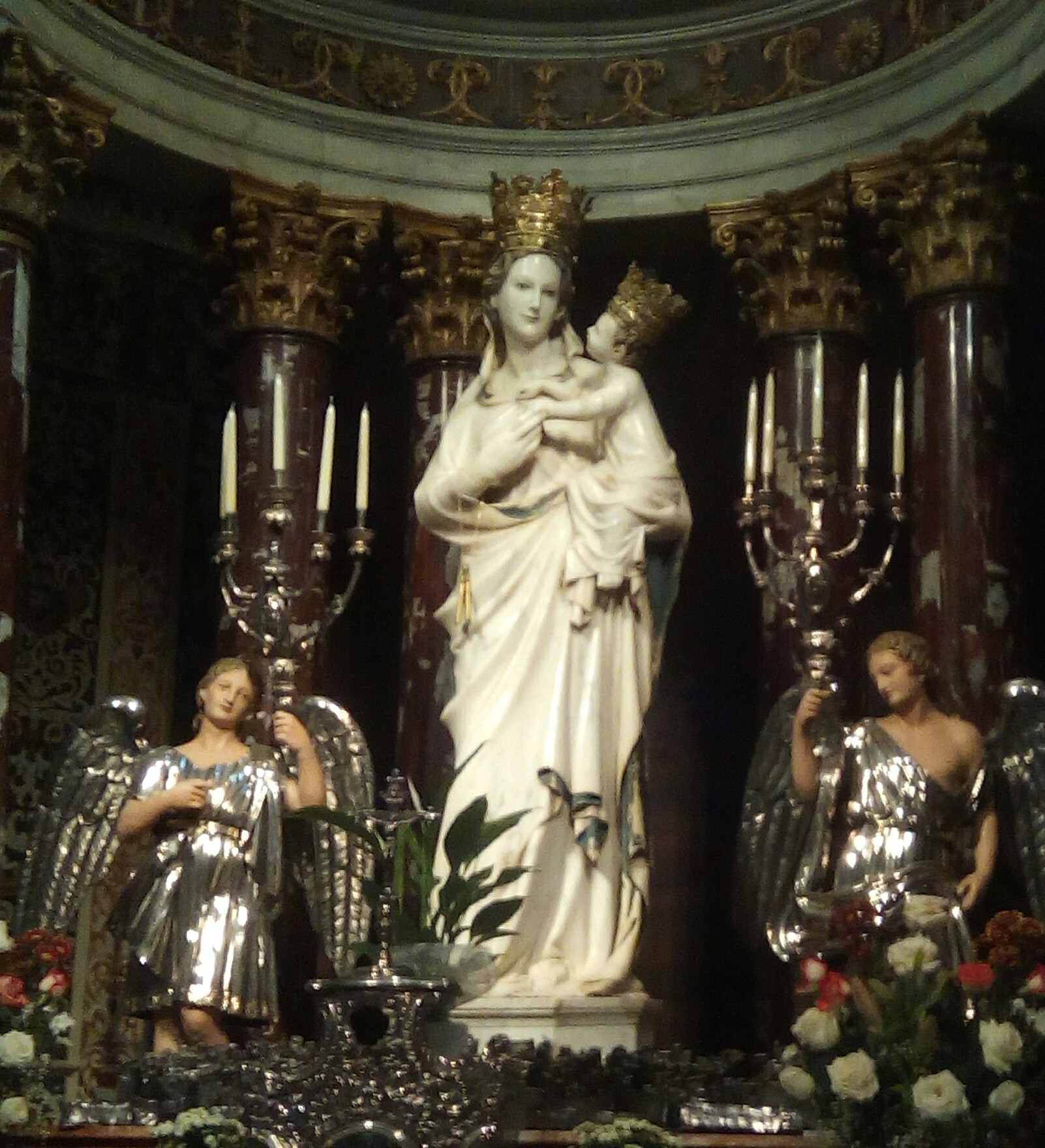
Madonna van Trapani toegeschreven aan Nino Pisano

## Verkeer en vervoer
In de gemeente ligt spoorwegstation Trapani.
Vanuit Trapani vertrekken er boten naar de Egadische Eilanden en Pantelleria; tevens is er een veerverbinding met Tunis. De luchthaven van Trapani, Trapani-Birgi, ligt op ca. 13 km ten zuiden van Trapani.

## Sport
Trapani Calcio is de professionele voetbalploeg van Trapani en speelt in het Stadio Polisportivo Provinciale.

## Geboren
- Niccolò Rodolico (1873-1969), hoogleraar geschiedenis aan de universiteit van Messina en de universiteit van Bologna

## Overig
Trapani is het decor van een aantal films en filmseries zoals:
- La piovra (miniserie), (1984) door Damiano Damiani
- Il commissario Lo Gatto, (1986) door Dino Risi
- Stanno tutti bene (film 1990), (1990) door Giuseppe Tornatore
- La scorta, (1993) door Ricky Tognazzi
- Un viaggio chiamato amore, (2002) di Michele Placido
- L'isola dei segreti - Korè, (2009) door Ricky Tognazzi
- Viola di mare, (2009) door Donatella Maiorca
- Ristabbanna, (2010) door Daniele De Plano en Gianni Cardillo
- Transeuropæ Hotel, (2012) door Luigi Cinque
- Rocky, (2013) door Sujit Mondal
- Commissaris Maltese, (2017) door Gianluca Maria Tavarelli

Alcamo · Buseto Palizzolo · Calatafimi-Segesta · Campobello di Mazara · Castellammare del Golfo · Castelvetrano · Custonaci · Erice · Favignana · Gibellina · Marsala · Mazara del Vallo · Paceco · Pantelleria · Partanna · Petrosino · Poggioreale · Salaparuta · Salemi · San Vito Lo Capo · Santa Ninfa · Trapani · Valderice · Vita